# 薩默頓和弗羅姆 (英國國會選區)
薩默頓和弗羅姆（英語：Somerton and Frome），英國國會一郡選區，位於英格蘭西南部薩默塞特郡東部，包括了南薩默塞特北部和門迪普東部。
本區自1983年創設以來，一直支持保守黨，1997年起的當區議員是自民黨的大衛·希思。他在2010年大選中以47.5%選票勝出該區成功連任。